# Anna Reynolds
Pour les articles homonymes, voir Reynolds.
Anna Reynolds, née le 4 octobre 1931 à Canterbury et morte le 24 février 2014 à Kasendorf en Bavière, était une cantatrice britannique, mezzo-soprano qui se produisait aussi bien à l'Opéra qu'en concert.
Elle étudie le piano puis le chant à la Royal Academy of Music et fait ses débuts en 1960 à l'Opéra de Parme dans Madame Butterfly de Puccini. La plus grande partie de sa carrière s'est déroulée en Italie, mais elle est apparue à Covent Garden en 1967. De 1970 à 1976, elle se produisit chaque année à Bayreuth dans les rôles wagnériens. Elle était capable de s'adapter à des répertoires fort éloignés les uns des autres. 
En concert, elle interprétait des œuvres de Bach, Schumann et Mahler avec une parfaite maitrise de la langue allemande.
Elle a été mariée au ténor américain Jean Cox.